# لين فاسانو
لين فاسانو هو سياسي أمريكي، ولد في 15 مايو 1958 في نيو هيفن في الولايات المتحدة. نشط حزبياً في الحزب الجمهوري. وقد انتخب عضو مجلس ولاية كونيتيكت ‏.